# Wojskowy Sąd Okręgowy Nr VII
Wojskowy Sąd Okręgowy Nr VII – jednostka organizacyjna służby sprawiedliwości Wojska Polskiego II RP z siedzibą w Poznaniu.

## Historia
Po zakończeniu I wojny światowej i odzyskaniu przez Polskę niepodległości rozporządzeniem Komisariatu Naczelnej Rady Ludowej z 20 stycznia 1919 powołano sądownictwo wojskowe z prezydentem płk. dr. Stanisławem Sławskim na czele, w którego strukturze utworzono Główny Sąd Wojenny z siedzibą w Poznaniu oraz Wojskowe Sądy Okręgowe w Poznaniu (dla Okręgu Zachodniego; audytor kpt. dr Kazimierz Nochowicz), Gnieźnie (dla Okręgu Północnego; audytor kpt. dr Zygmunt Grabski) i Ostrowie (dla Okręgu Południowego; audytor kpt. Michał Lange). Powstały także ekspozytury sądów śledczych: w Szamotułach (audytor kpt. Lisiewski), w Inowrocławiu (kpt. Wacław Swinarski), w Śremie i Jarocinie (audytor kpt. Stefan Morawski).
12 sierpnia 1919 roku weszła w życie ustawa z dnia 1 sierpnia 1919 roku o tymczasowej organizacji zarządu b. dzielnicy pruskiej. Zgodnie z art. 16 ustawy sądy w byłym zaborze pruskim miały wydawać wyroki w imieniu Rzeczypospolitej Polskiej. 20 sierpnia 1919 roku Naczelny Wódz wydał dekret w sprawie podporządkowania sił zbrojnych w byłym zaborze pruskim, w którym między innymi nakazał utworzenie Dowództwa Okręgu Generalnego z siedzibą w Poznaniu.
Z dniem 1 września 1919 Główny Sąd Wojenny został zastąpiony przez Sąd Wojskowy dla Okręgu Generalnego w Poznaniu. Od 24 grudnia 1920 utworzono wojskowe sądy załogowe w Poznaniu (szef mjr dr Stefan Podkomorski), Bydgoszczy (szef mjr dr Wacław Swinarski) i Ostrowie (szef kpt Władysław Ludwig).
15 listopada 1921 przemianowano Dowództwo Okręgu Generalnego w Poznaniu na Dowództwo Okręgu Korpusu, a w ślad za tym przeprowadzono reorganizację służby sprawiedliwości w czasie pokoju. Powstał Wojskowy Sąd Okręgowy Nr VII w Poznaniu. Dotychczasowe wojskowe sądy załogowe przemianowano na wojskowe sądy rejonowe, których kierownikami zostali: mjr dr Stefan Podkomorski (WSR Poznań), kpt. Julian Zagórski (WSR Gniezno), kpt. dr Michał Sydor (WSR Kalisz).
Wojskowy sąd okręgowy obejmował swoim obszarem działania cały Okręg Korpusu Nr VII. Sąd wykonywał czynności zasadniczo na swoim obszarze działania. Poza swoim obszarem działania sąd mógł wykonywać czynności tylko, gdy wymagało tego dobro wymiaru sprawiedliwości, ewentualnie gdy znacznie oszczędzono by koszty.

## Obsada
Szefowie sądu
- płk KS dr Stanisław Sławski (20 I – 30 VIII 1919 → rezerwa)
- ppłk KS dr Mieczysław Bielski (od 1 IX 1919)
- płk KS dr Antoni Teofil Władysław Neusser (1923[8][9] – 1927 → stan spoczynku z dniem 30 IV 1927[10])
- płk KS Cezary Ludwik Piotrowski[a] (7 III 1927[12][13][14][15] – †16 III 1932 Warszawa[16])
- ppłk aud. Kazimierz Stanisław Józef Katke (12 V 1932 – IX 1939[17])

Obsada Sądu Okręgu Generalnego 1 września 1919 roku
- szef sądu – ppłk KS dr Mieczysław Bielski
- sędzia – mjr KS dr Adam Chłapowski
- sędzia – mjr KS Emanuel Stanisław Broszkiewicz
- sędzia – kpt. KS Wacław Jankowski
- sędzia – kpt. KS dr Kazimierz Gutsche
- sędzia śledczy do spraw szczególnej wagi – kpt. KS Kazimierz Stanisław Józef Katke
- sędzia śledczy – kpt. KS dr Marian Wojciech Cybulski
- sędzia śledczy – kpt. KS Stefan Podkomorski
- sędzia śledczy – por. KS dr Zygmunt Koehler

Obsada personalna w 1939 roku
Obsada personalna i struktura organizacyjna w marcu 1939 roku:
- szef sądu – ppłk aud. Kazimierz Stanisław Józef Katke †1940 Charków[22]
- sędzia orzekający – mjr aud. dr Władysław Mirzyński → szef sądu polowego nr 14
- sędzia orzekający – mjr Władysław Juliusz Wanicki
- sędzia śledczy – mjr mgr Otto Roman Grudziński

## Wojskowa Prokuratura Okręgowa Nr 7
26 sierpnia 1919 roku został ustanowiony urząd prokuratora przy Sądzie Wojskowym dla Okręgu Generalnego w Poznaniu.
Z dniem 1 stycznia 1937 na podstawie rozkazu Departamentu Sprawiedliwości MSWojsk. Nr 0200–32/Ust. z 16 listopada 1936 Prokuratura przy Wojskowym Sądzie Okręgowym Nr VII została przemianowana na Wojskową Prokuraturę Okręgową Nr VII w Poznaniu.
Wojskowi prokuratorzy okręgowi
- mjr / płk KS Kazimierz I Żuromski (od 1 IX 1919[19][23])
- płk KS Cezary Ludwik Piotrowski (1923[8][9] – 7 III 1927 → szef WSO Nr VII)
- płk KS Adam Kiełbiński (7 III 1927[12][25][26] – 7 I 1931 → sędzia NSW[27])
- mjr aud. Seweryn Jordan Nider (26 II 1931[28] – 30 XI 1931 → stan spoczynku[29])
- mjr / ppłk KS Kazimierz Stanisław Józef Katke (11 XII 1931[30] – 12 V 1932 → szef WSO Nr VII[31])
- mjr KS / ppłk aud. dr Longin Wałęga (12 V 1932[31] – 1937 → szef WSO Nr 8[17])
- ppłk aud. Stanisław Rohm (do IX 1939[32])

Obsada Prokuratury przy Sądzie Okręgu Generalnego 1 września 1919 roku
- prokurator – mjr KS Kazimierz I Żuromski
- podprokurator – kpt. KS dr Władysław Sowiński
- podprokurator – kpt. KS dr Tadeusz Stefan Kamiński
- podprokurator – por. KS Wiktor Nowak

Obsada personalna w marcu 1939 roku
- prokurator – ppłk aud. Stanisław Rohm
- wiceprokurator – mjr aud. Władysław Marceli Bukietyński †1940 Charków[34]
- podprokurator –- kpt. aud. mgr Józef Wojtasiewicz → szef sądu polowego nr 47
- asystent – por. mgr Piotr Paweł Chamski †1940 Charków[35]
- asystent – por. mgr Jan Guzik †1940 Charków[36]
- asystent – por. mgr Adam Aleksander Jan Stelmach